# Rubén Escudero
Rubén Escudero es un músico, ingeniero y ejecutivo chileno, quien ha sido desde 1971 hasta 1974, y desde 2003 a la actualidad, integrante de la banda Quilapayún.

## Carrera musical

### Músico ingeniero
Siendo Escudero un joven ingeniero egresado de la carrera de Ingeniería Civil Química de la Pontificia Universidad Católica de Chile, se integra a Quilapayún en 1971, en reemplazo de Patricio Castillo.

### El exilio
En 1973, mientras la banda realiza una gira por Francia, en Chile se produce el Golpe de Estado que da comienzo a la dictadura militar. Los integrantes de Quilapayún, incluyendo a Rubén, deciden exiliarse en Francia. Sin embargo, al año siguiente, Rubén decide dejar la banda, siendo reemplazado a su vez por Guillermo García.

### Reencuentro en Chile
Luego del retorno a la democracia, parte de Quilapayún decidió regresar a Chile, y parte quedarse en Francia. Así la banda se dividió, quedando más activa la fracción francesa. Sin embargo, el año 2003 algunos antiguos integrantes de la banda, junto con otros nuevos, decidieron reunirse para reactivar la fracción de Quilapayún chilena. Rubén Escudero, luego de 29 años de ausencia, fue parte de este reencuentro, que quedó patente en el álbum «El reencuentro» de 2004.

## Carrera ejecutiva
Desde 1988 hasta 2011 Rubén Escudero fue ingeniero, y posteriormente gerente corporativo en la tienda de materiales de construcción Sodimac en Chile. Ha llegado a ser rostro de Sodimac Constructor con la campaña «Palabra de hombre». Jubiló de la empresa en 2011. Durante la huelga de los trabajadores de Sodimac de 2016, su pasado político le ha significado críticas.

## Discografía
En Quilapayún
- 1971 - Vivir como él
- 1972 - Quilapayún 5
- 1973 - La fragua
- 1974 - Yhtenäistä kansaa ei voi koskaan voittaa
- 2004 - El reencuentro
- 2007 - Siempre
- 2009 - Solistas